# Cofrentes

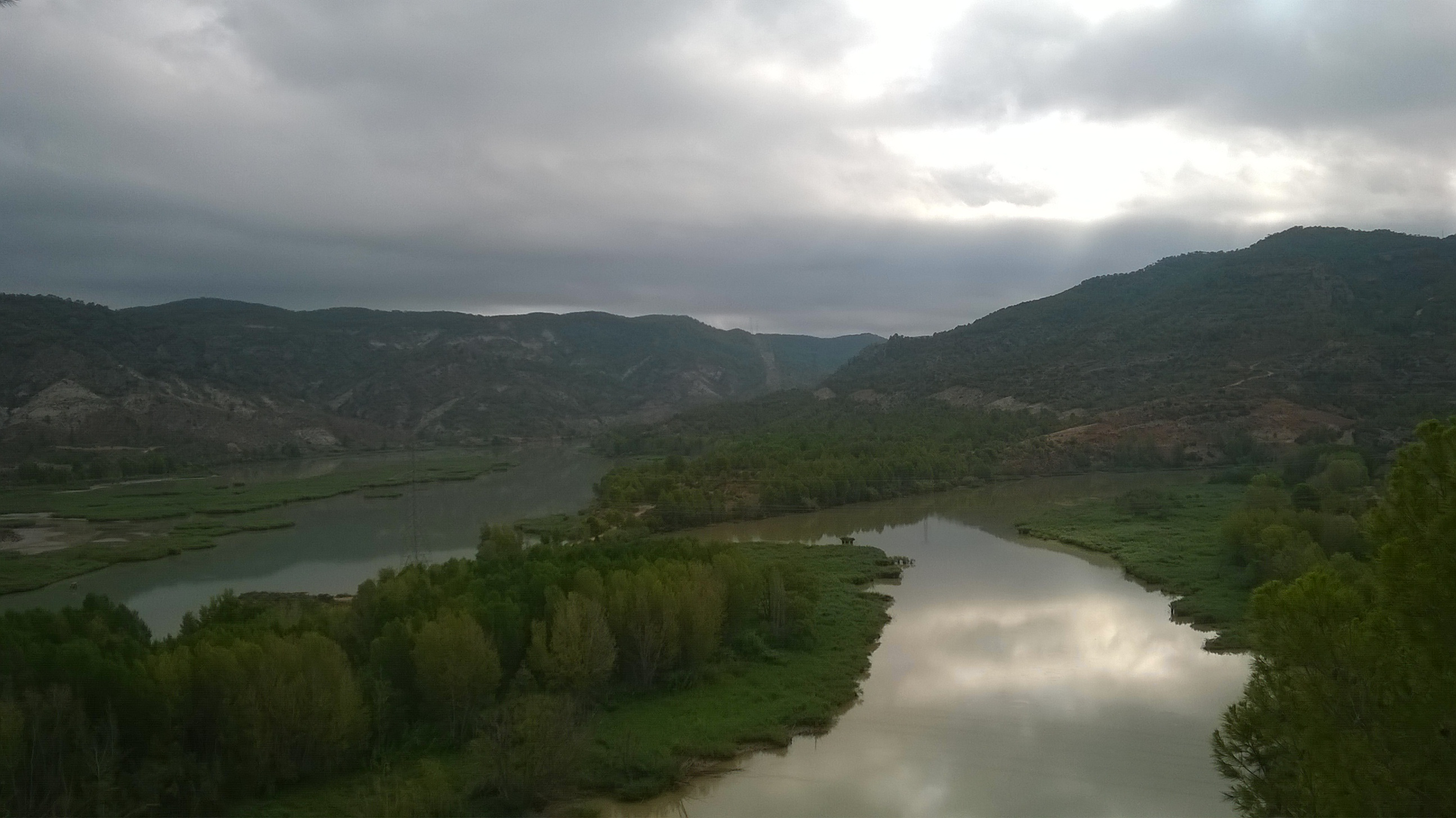
Cofrentes

Cofrentes – gmina w Hiszpanii, w prowincji Walencja, we wspólnocie autonomicznej Walencja, o powierzchni 103,18 km². W 2011 roku liczyła 1026 mieszkańców.
W Cofrentes znajduje się elektrownia jądrowa.